# ヨコオ
株式会社ヨコオは、自動車用アンテナ製造大手メーカー。

## 沿革
- 1922年 横尾忠太郎が東京都墨田区において創業。
- 1951年 株式会社に改組。
- 1962年 東京証券取引所2部に上場。
- 2001年 同証券取引所1部に上場。